# 芝樋ノ爪
芝樋ノ爪（しばひのつめ）は、埼玉県川口市の町名。現行行政地名は、芝樋ノ爪一丁目及び二丁目。住居表示実施地区。郵便番号は333-0852。

## 地理
川口市の北部に位置する。京浜東北線蕨駅が最寄駅となっており、川口市中心部よりもさいたま市や蕨市中心部が近い。主に住宅地として利用されている。中央を戸田用水が流れる。

## 歴史

### 沿革
- 1980年（昭和55年）9月1日 - 大字芝 (川口市)の一部から芝樋ノ爪一・二丁目が成立[5]。

## 世帯数と人口
2018年（平成30年）3月1日現在の世帯数と人口は以下の通りである。
| 丁目           | 世帯数    | 人口    |
| -------------- | --------- | ------- |
| 芝樋ノ爪一丁目 | 1,555世帯 | 2,583人 |
| 芝樋ノ爪二丁目 | 560世帯   | 1,028人 |
| 計             | 2,115世帯 | 3,611人 |

## 小・中学校の学区
市立小・中学校に通う場合、学区（校区）は以下の通りとなる。
| 丁目           | 番地 | 小学校                 | 中学校             |
| -------------- | ---- | ---------------------- | ------------------ |
| 芝樋ノ爪一丁目 | 全域 | 川口市立芝樋ノ爪小学校 | 川口市立芝西中学校 |
| 芝樋ノ爪二丁目 | 全域 | 川口市立芝樋ノ爪小学校 | 川口市立芝西中学校 |

## 交通
地区の西端を東北本線（京浜東北線他）が通るが、鉄道駅は設置されていない。

### 道路
- 埼玉県道235号大間木蕨線
- 埼玉県道111号蕨桜町線
- 芝本町通り

## 施設
- 川口市立芝樋ノ爪小学校
- 芝児童センター
- ひのつめ幼稚園
- リトル保育園
- 城北信用金庫蕨支店芝出張
- 御嶽神社
  - 御嶽神社公園
- 芝樋ノ爪公園
- 樋ノ爪児童公園
- 樋ノ爪お山の公園